# Tjele-fyndet

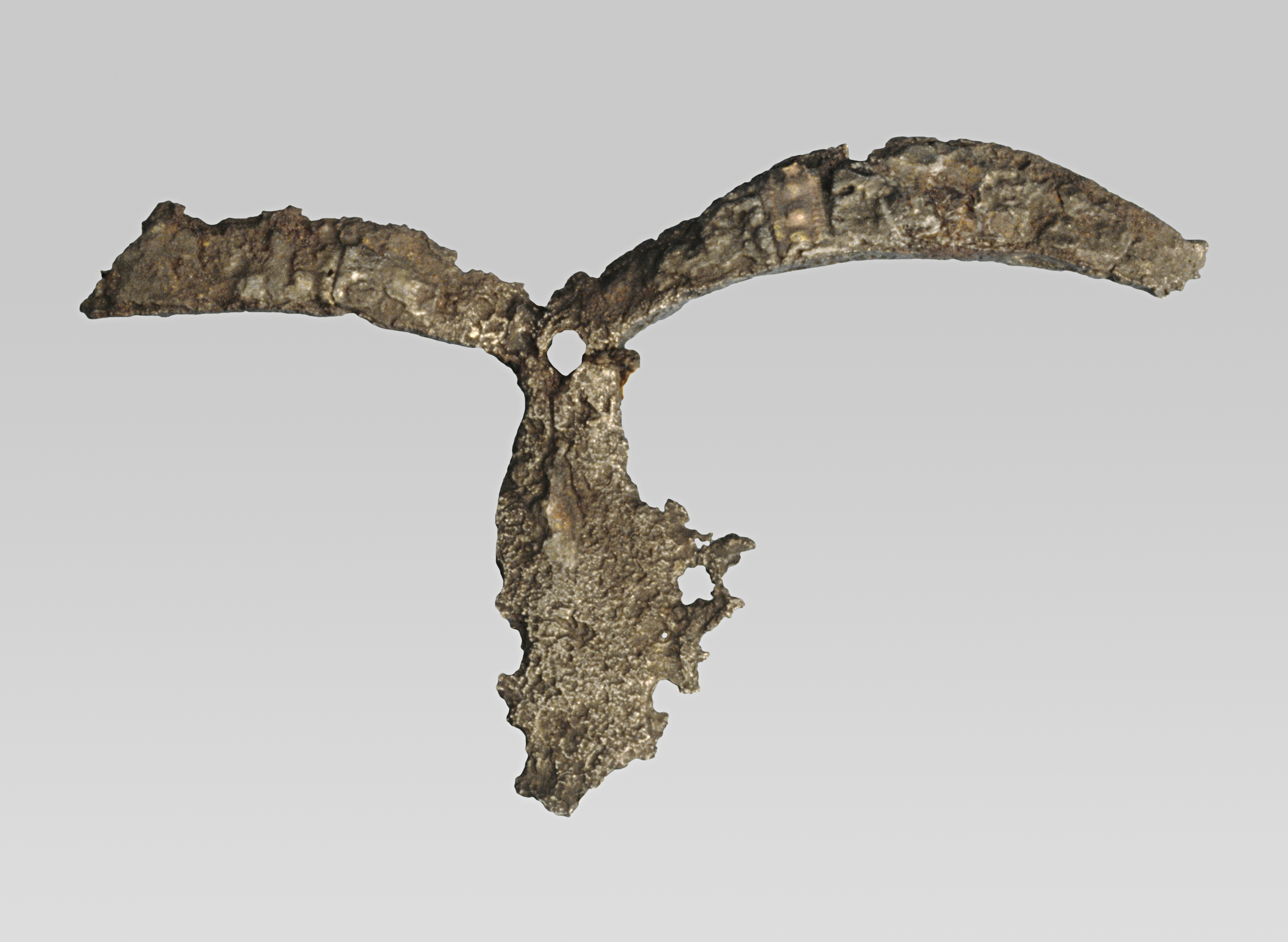
Hjälmfragment från Tjelefyndet

Tjele-fyndet är ett danskt arkeologiskt depåfynd från vikingatiden som återfanns 1850 på Tjele gods ägor på Jylland. Fyndet består av en rad redskap kopplade till järnsmide, till exempel två städ, fem hammarhuvuden, tre tänger och en plåtsax samt råmaterial av järn och kopparlegering. Föremålen bör ha deponerats i en kista av något slag - ett antagande som eventuellt kan styrkas av att kistbeslag ingår i fyndet.

Bland de fynd som tolkats som råmaterial återfinns även delar av kasserade, äldre föremål. Det mest intressanta av dessa är utan tvivel ett T-format järnbeslag dekorerat med fragmentariska ornament av kopparlegering. 1982 identifierades beslaget som en del av en vikingatida hjälm av samma typ som den från Gjermundbu i Norge. 